# Alejandro Hernández (Tennisspieler)
Alejandro Hernández Julia (Aussprache [aleˈxandɾo eɾˈnandes ˈxulja]; * 1. Oktober 1977 in Tijuana, Baja California) ist ein ehemaliger mexikanischer Tennisspieler.

## Karriere
Hernández begann 1995 professionell Tennis zu spielen. Bei den Wimbledon Championships 1995 kam er mit seinem argentinischen Spielpartner Mariano Puerta im Juniorendoppel ins Finale, wo die beiden gegen die Briten Martin Lee und James Trotman verloren. Auf dem Weg ins Finale besiegten sie unter anderem Nicolas Kiefer (mit UJ Seetzen) und Tommy Haas (mit Gregg Hill).
Bei den Olympischen Sommerspielen 1996 in Atlanta wurde er im Herreneinzel in der ersten Runde vom Norweger Christian Ruud besiegt. Im Herrendoppel spielte er zusammen mit Óscar Ortiz; sie verloren in der ersten Runde gegen die US-Amerikaner Andre Agassi und MaliVai Washington. Vier Jahre später trat er zusammen mit Enrique Abaroa im Herrendoppel an und verlor in der ersten Runde gegen die Südafrikaner David Adams und John-Laffnie de Jager, die am Ende den vierten Platz belegten.
Über mehrere Jahre hinweg gehörte er der mexikanischen Davis-Cup-Mannschaft an. Sein erstes Davis-Cup-Spiel bestritt er in der Begegnung gegen Kuba in der Amerika-Zone des Davis Cups 1994 und gewann im Einzel gegen Alexander Tabares. Insgesamt konnte Mexiko mit 5:0 gewinnen. Beim Davis Cup 1996 kam er bei der 0:5-Niederlage gegen die Vereinigten Staaten gegen Todd Martin und Michael Chang zum Einsatz. Seine letzte Davis-Cup-Begegnung spielte Hernández im März 2005 bei der 2:3-Niederlage gegen Ecuador. Gegen Giovanni Lapentti verlor er in fünf Sätzen.
Hernández gewann auf der ATP Challenger Tour 17 Titel, darunter 2 im Einzel. Auf der drittklassigen ITF Future Tour siegte er bei 9 Turnieren, davon 6 im Einzel.
Seine höchste Platzierung in der Weltrangliste war der 125. Platz am 24. Februar 1997. Sein  letztes Spiel spielte er gegen den US-Amerikaner Ryan Harrison in der ersten Runde der Qualifikation für das Abierto Mexicano Telcel 2019 in Acapulco.

## Erfolge
| Legende (Anzahl der Siege)    |
| Grand Slam                    |
| Tennis Masters Cup            |
| ATP Masters Series            |
| ATP International Series Gold |
| ATP International Series      |
| ATP Challenger Tour (17)      |

### Einzel

#### Turniersiege
| Nr. | Datum             | Turnier     | Belag     | Finalgegner       | Ergebnis      |
| --- | ----------------- | ----------- | --------- | ----------------- | ------------- |
| 1.  | 24. November 1996 | Puebla      | Hartplatz | Alexander Reichel | 7:6, 7:6      |
| 2.  | 7. September 1997 | Guadalajara | Sand      | Bobby Kokavec     | 6:4, 5:7, 6:2 |

### Doppel

#### Turniersiege
| Nr. | Datum             | Turnier              | Belag     | Partner                | Finalgegner                               | Ergebnis        |
| --- | ----------------- | -------------------- | --------- | ---------------------- | ----------------------------------------- | --------------- |
| 1.  | 15. April 1996    | Malta                | Hartplatz | Óscar Ortiz            | Aleksandar Kitinov Martin Zumpft          | 6:2, 3:6, 6:1   |
| 2.  | 14. Juli 1996     | São Paulo            | Hartplatz | Óscar Ortiz            | João Cunha e Silva Jean-Philippe Fleurian | 6:2, 7:6        |
| 3.  | 6. April 1997     | Puerto Vallarta      | Hartplatz | Óscar Ortiz            | Francisco Montana Jack Waite              | 4:6, 6:2, 6:1   |
| 4.  | 16. November 1998 | Puebla (1)           | Hartplatz | Mariano Sánchez        | Bernardo Martínez Gōichi Motomura         | 7:6, 7:6        |
| 5.  | 29. November 1998 | Toluca de Lerdo      | Sand      | Mariano Sánchez        | Edwin Kempes Rogier Wassen                | 6:3, 6:4        |
| 6.  | 22. August 1999   | Bronx                | Hartplatz | Jeff Coetzee           | Rob Givone Glenn Weiner                   | 6:4, 6:1        |
| 7.  | 10. Oktober 1999  | Tulsa                | Hartplatz | Jeff Coetzee           | James Blake Thomas Blake                  | 6:2, 6:1        |
| 8.  | 8. Juli 2001      | Campos do Jordão (1) | Hartplatz | André Sá               | Ricardo Mello Ricardo Schlachter          | 6:76, 7:65, 7:5 |
| 9.  | 28. Juli 2002     | Campos do Jordão (2) | Hartplatz | Daniel Melo            | Lu Yen-hsun Danai Udomchoke               | kampflos        |
| 10. | 24. November 2002 | Puebla (2)           | Hartplatz | Miguel Gallardo Valles | Diego Ayala Robert Kendrick               | 6:1, 5:7, 7:63  |
| 11. | 23. November 2003 | Puebla (3)           | Hartplatz | Santiago González      | Andres Pedroso Huntley Montgomery         | 6:4, 2:6, 6:4   |
| 12. | 18. Juli 2004     | São Paulo            | Hartplatz | André Sá               | Henrique Mello Ricardo Mello              | 6:4, 6:4        |
| 13. | 10. Oktober 2004  | Quito                | Sand      | Santiago González      | Łukasz Kubot Frank Moser                  | 2:6, 6:2, 6:4   |
| 14. | 21. November 2004 | Puebla (4)           | Hartplatz | Santiago González      | Miguel Gallardo Valles Gustavo Marcaccio  | 6:3, 6:4        |
| 15. | 12. Dezember 2004 | Guadalajara          | Sand      | Santiago González      | Rubén Ramírez Hidalgo Sergio Roitman      | 7:65, 1:6, 6:3  |